# Derrick Beckles
Derrick Beckles (Scarborough, ...) è uno sceneggiatore, regista, attore e comico statunitense.
È noto per essere il creatore e conduttore del programma televisivo Hot Package di Adult Swim, oltre ad essere l'autore delle compilation TV Carnage e contribuitore alla fondazione di Vice TV. Conduce anche il programma Mostly 4 Millennials.

## Carriera

### Gli inizi conTV Carnage
Nel 1994, Beckles ha iniziato a distribuire VHS mashup di pubblicità sugli spray per capelli, programmi di cucina con gli scoiattoli e persone che si esibiscono in stile televisione ad accesso pubblico. Queste compilation hanno portato alla creazione di TV Carnage, una serie di home video bootleg in cui Beckles ha inserito clip di video strani estrapolati da spot pubblicitari a tarda notte, programmi ad accesso locale e video trovati personalmente, raccolti in DVD della durata di un'ora.
Mentre Beckles montava insieme i cartoni animati di Tex Avery con le canzoni degli Stooges per intrattenere i suoi amici mentre era al liceo, il format TV Carnage non si è evoluto nella sua forma attuale fino al 1996. In questi mashup, Beckles tratta allo stesso modo filmati famosi e sconosciuti, montando scene e momenti insieme per creare un assurdo universo di intrattenimento alternativo. Beckles definisce la creazione di TV Carnage come il suo "modo di urlare al mondo". Sebbene il formato originale delle compilation fosse il VHS, Beckles iniziò presto a produrli su DVD. Il formato consentiva un pubblico più ampio e presto TV Carnage iniziò a guadagnare un seguito di culto. Michael Cera ha affermato: "TV Carnage è una delle cose più brillanti là fuori in questo momento". Beckles ha ospitato molte delle anteprime in DVD di TV Carnage nei cinema porno di Toronto.

### Vice TV e altri progetti
A partire dal 2006, Beckles ha diretto video musicali per vari artisti discografici tra cui Melissa Auf der Maur, Crystal Castles, Electric Six e Islands.
Dopo essere stato uno scrittore per la rivista canadese Vice, Beckles ha lavorato con Johnny Knoxville e David Cross per sviluppare Vice TV. Nel 2009 ha sviluppato un episodio pilota con Sabrina Saccoccio intitolato Totally for Teens, andato in onda su Adult Swim. Nel 2012 ha sceneggiato un episodio speciale intitolato The Eric Andre New Year's Eve Spooktacular. Successivamente ha creato due serie televisive per la stessa rete: Hot Package e Mostly 4 Millennials.

## Filmografia

### Sceneggiatore
- TV Carnage - serie TV (1996-2010)
- SexTV - serie TV, 1 episodio (2003)
- The Hour - serie TV, 11 episodi (2004-2006)
- Truth: Anti-Tobacco Campaign - miniserie TV (2007)
- Totally for Teens - cortometraggio (2009)
- The Eric Andre New Year's Eve Spooktacular - special televisivo (2012)
- Hot Package - serie TV, 11 episodi (2013-2015)
- Why? with Hannibal Buress - serie TV, 8 episodi (2015)
- The Hopes, regia di Derrick Beckles (2016)
- Super Deluxe Intros - miniserie TV (2016)
- Toasts - miniserie TV (2016)
- Mostly 4 Millennials - serie TV, 8 episodi (2018)
- Danny's House - serie TV, 8 episodi (2019)
- The F-Spot with Derrick Beckles - special televisivo (2020)
- Bad Trip, regia di Kitao Sakurai (2021)

### Regista
- TV Carnage - serie TV (1996-2010)
- SexTV - serie TV, 1 episodio (2003)
- Truth: Anti-Tobacco Campaign - miniserie TV (2007)
- Super Deluxe Intros - miniserie TV (2016)
- Toasts - miniserie TV (2016)
- Mostly 4 Millennials - serie TV, 8 episodi (2018)
- Danny's House - serie TV, 8 episodi (2019)
- The F-Spot with Derrick Beckles - special televisivo (2020)

### Attore
- Hot Package - serie TV, 11 episodi (2013-2015)
- Kroll Show - serie TV, 1 episodio (2014)
- The Hopes, regia di Derrick Beckles (2016)
- Toasts - miniserie TV (2016)
- City Girl - serie TV, 2 episodi (2017)
- What We Do in the Shadows - serie TV, 1 episodio (2021)

### Doppiatore
- High on Life - videogioco (2022)

## Doppiatori italiani
Nelle versioni in italiano dei suoi lavori, Derrick Beckles è stato doppiato da:
- Emanuele Durante in What We Do in the Shadows